# Federação Mexicana de Hóquei no Gelo
A Federação Mexicana de Hóquei no Gelo é o órgão que dirige e controla o hóquei no gelo do México, comandando as competições nacionais e a seleção nacional.